# 赤坂将軍塚古墳
赤坂将軍塚古墳（あかさかしょうぐんづかこふん）は、長野県上田市殿城にある古墳。形状は円墳。上田市指定史跡に指定されている。

## 概要
長野県東部、殿城山西麓に築造された古墳である。かつては周辺に古墳が分布したというが、現在は本古墳と塚穴古墳のみが遺存する。古くから開口しており、これまでに発掘調査は実施されていない。
墳形は円形で、直径約18メートル（東西）・約17メートル（南北）、高さ約5メートルを測る。埋葬施設は横穴式石室で、南方向に開口する。巨石を使用した石室で、上田市内の横穴式石室としては最大規模になる。石室内は盗掘に遭っており、副葬品は詳らかでない。
古墳域は1968年（昭和43年）に上田市指定史跡に指定されている。

## 埋葬施設

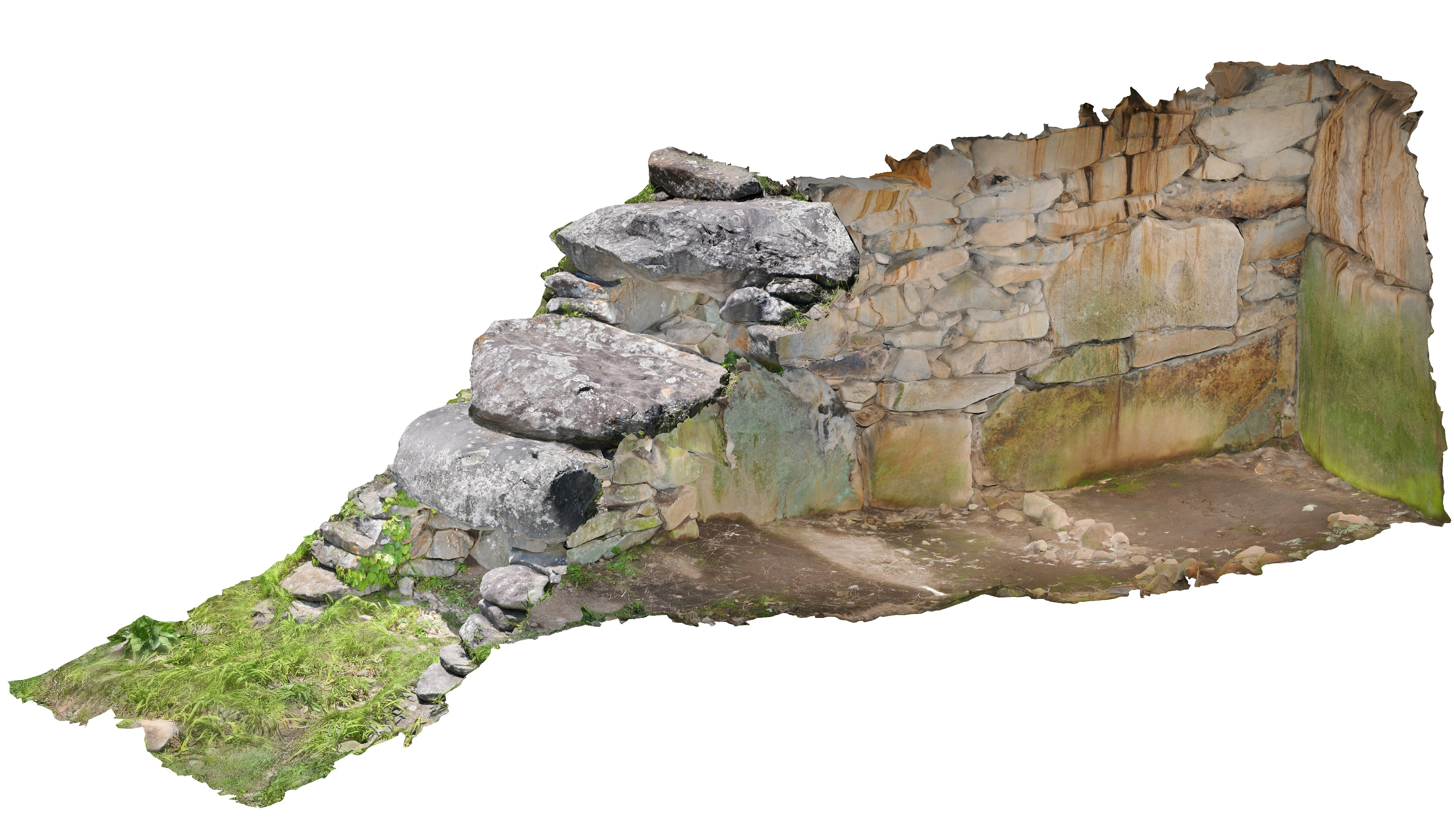
石室俯瞰図左から右に、羨道・玄室。

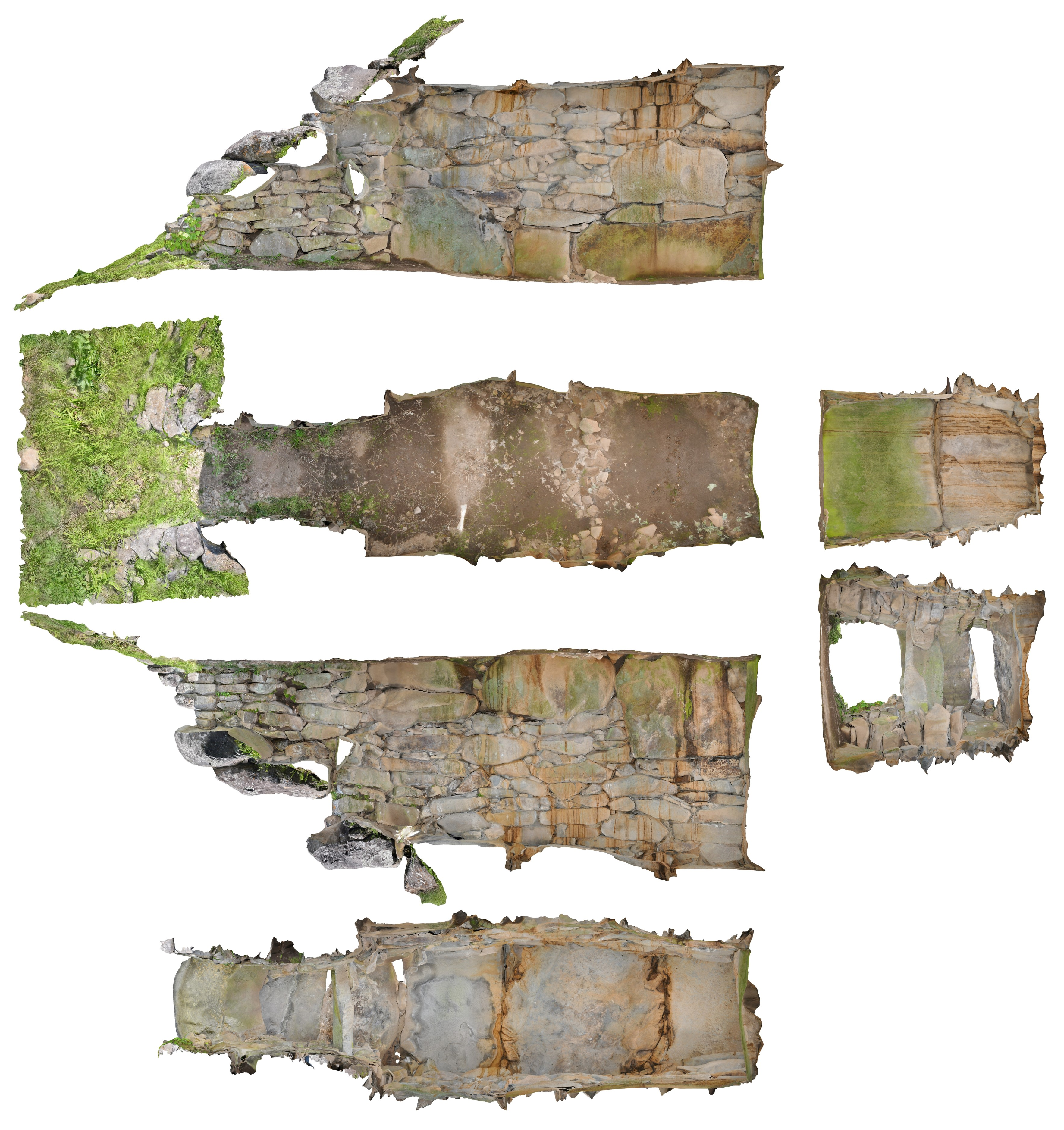
石室展開図

埋葬施設は両袖式横穴式石室で、南方向に開口する。石室の規模は次の通り。
- 玄室：長さ5メートル、幅1.9メートル（奥壁）・2.35メートル（中央）、高さ2.9メートル
- 羨道：長さ3.5メートル、幅1.3メートル

玄室の奥壁は巨石2石の2段積みで、側壁は1段目の大石の上に平石の小口積みによって構築される。羨道の側壁も平石の小口積みによる。天井石は、玄室では4枚、羨道では2枚。

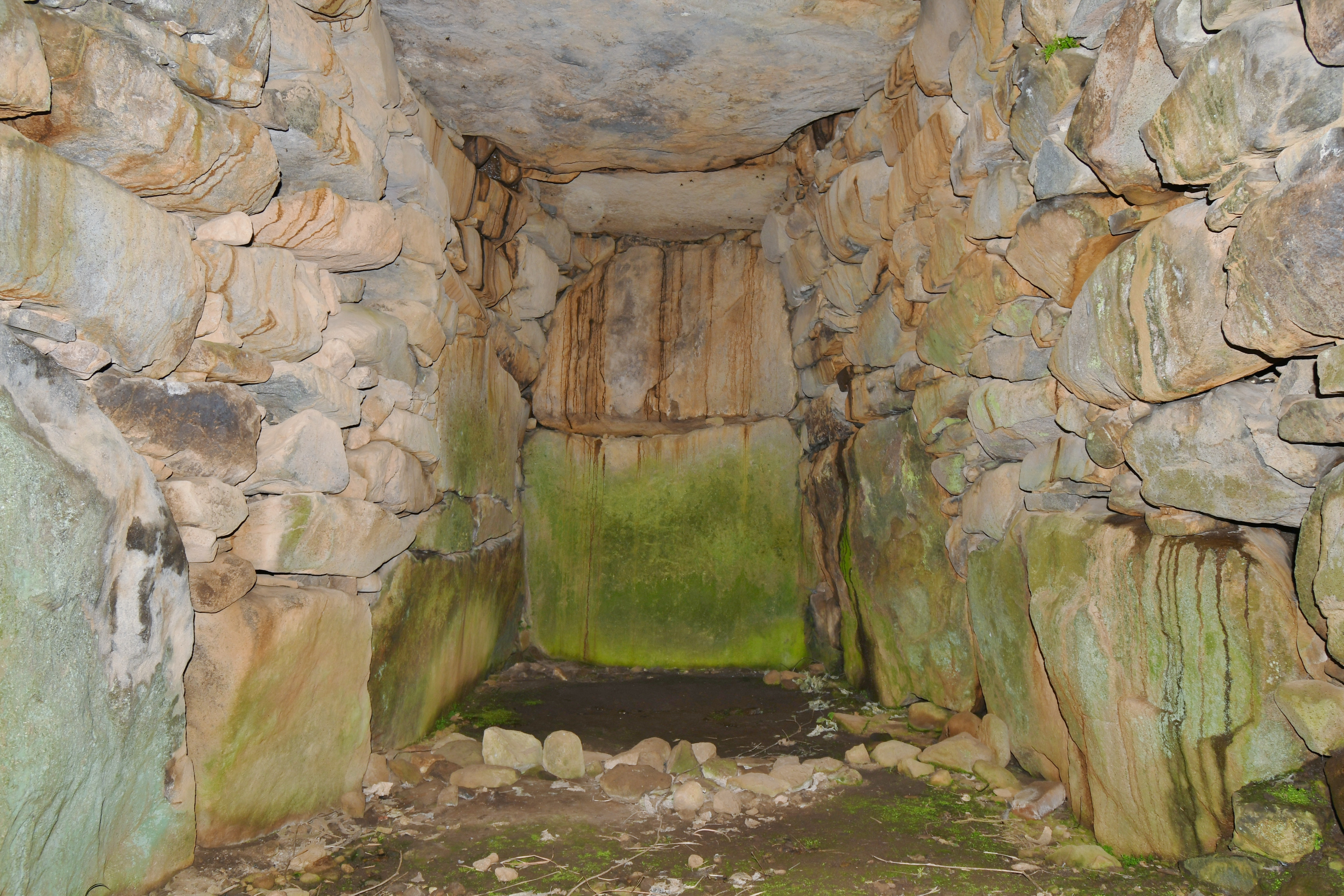
玄室（奥壁方向）
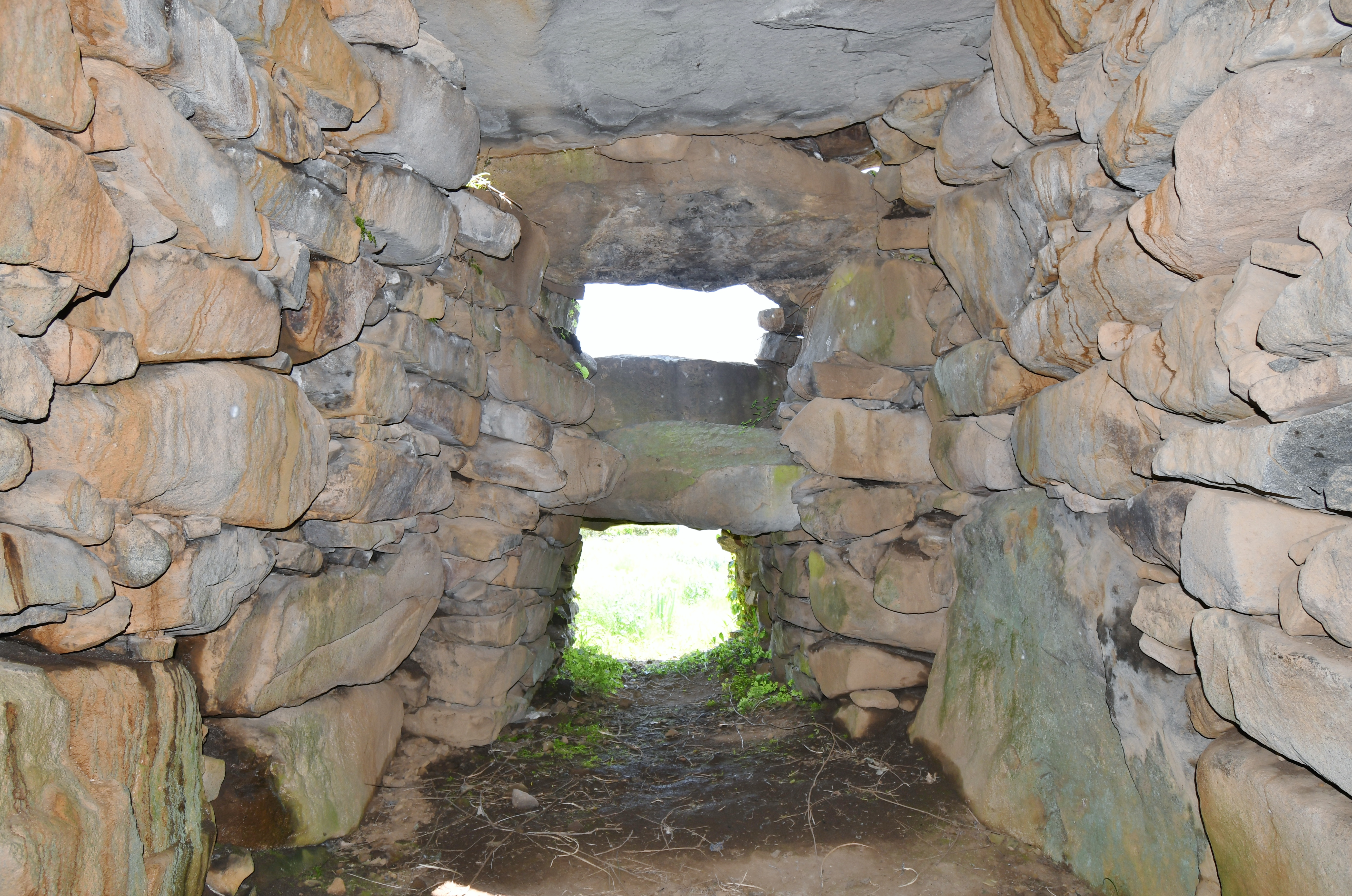
玄室（開口部方向）
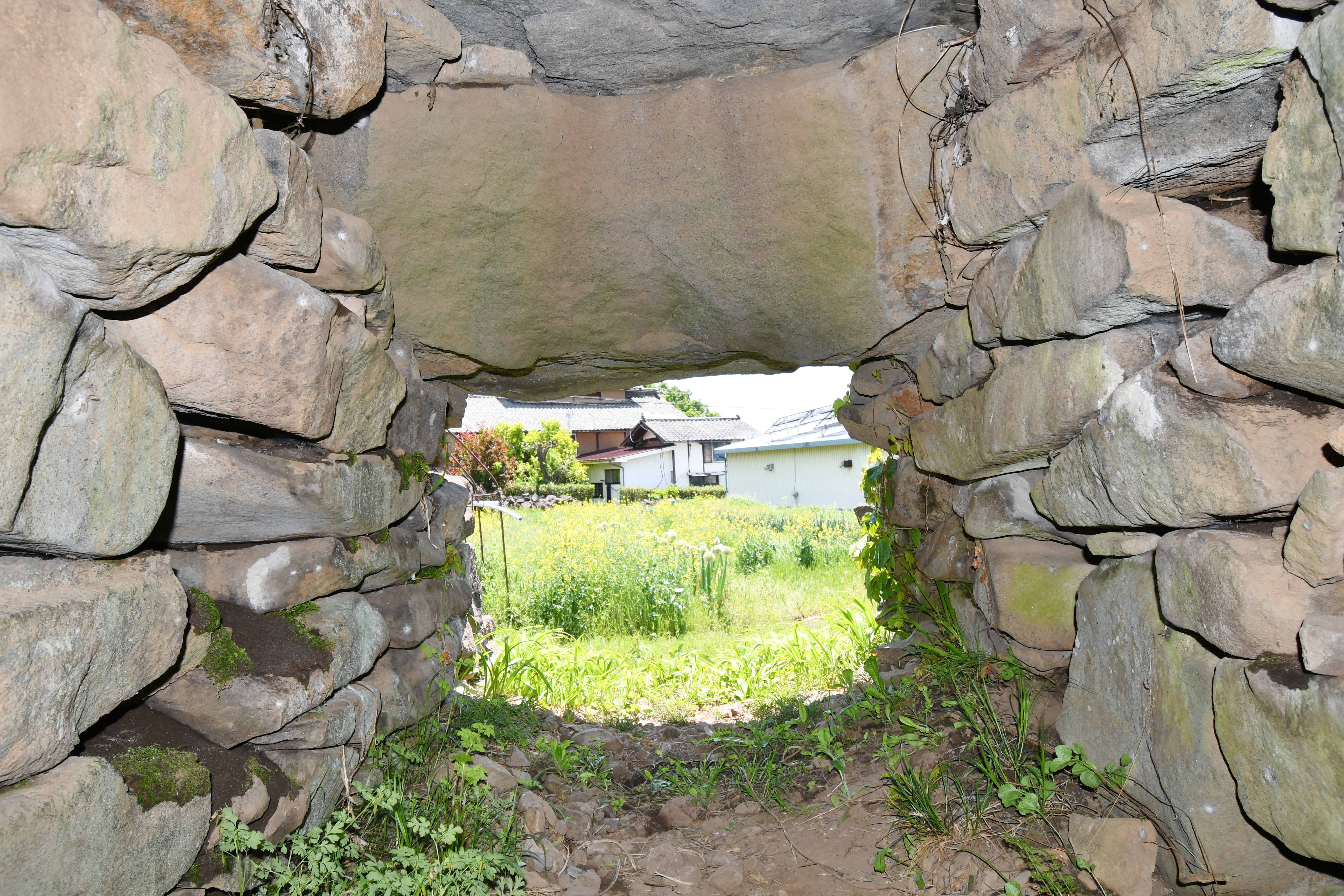
羨道（開口部方向）
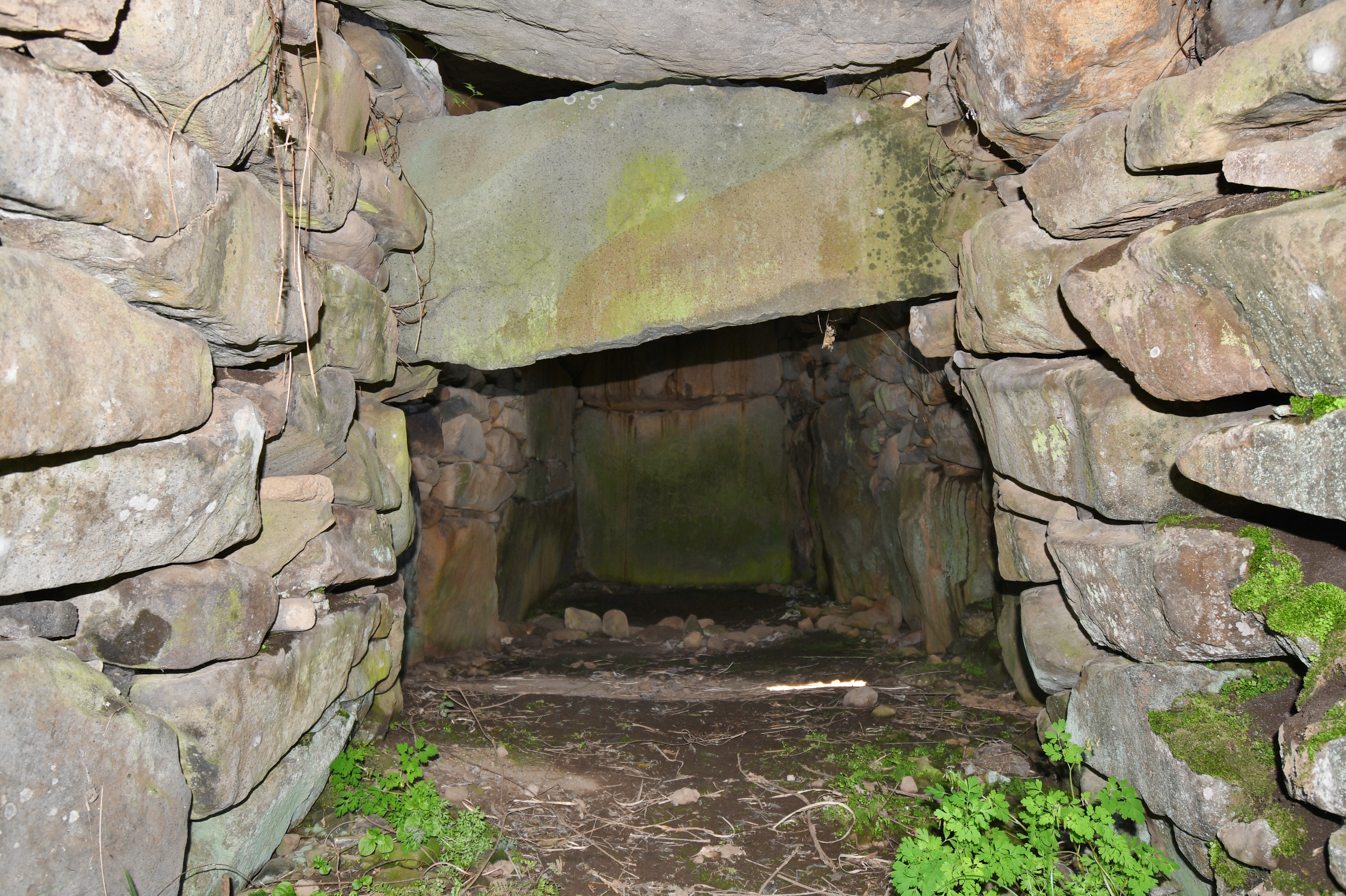
羨道（玄室方向）
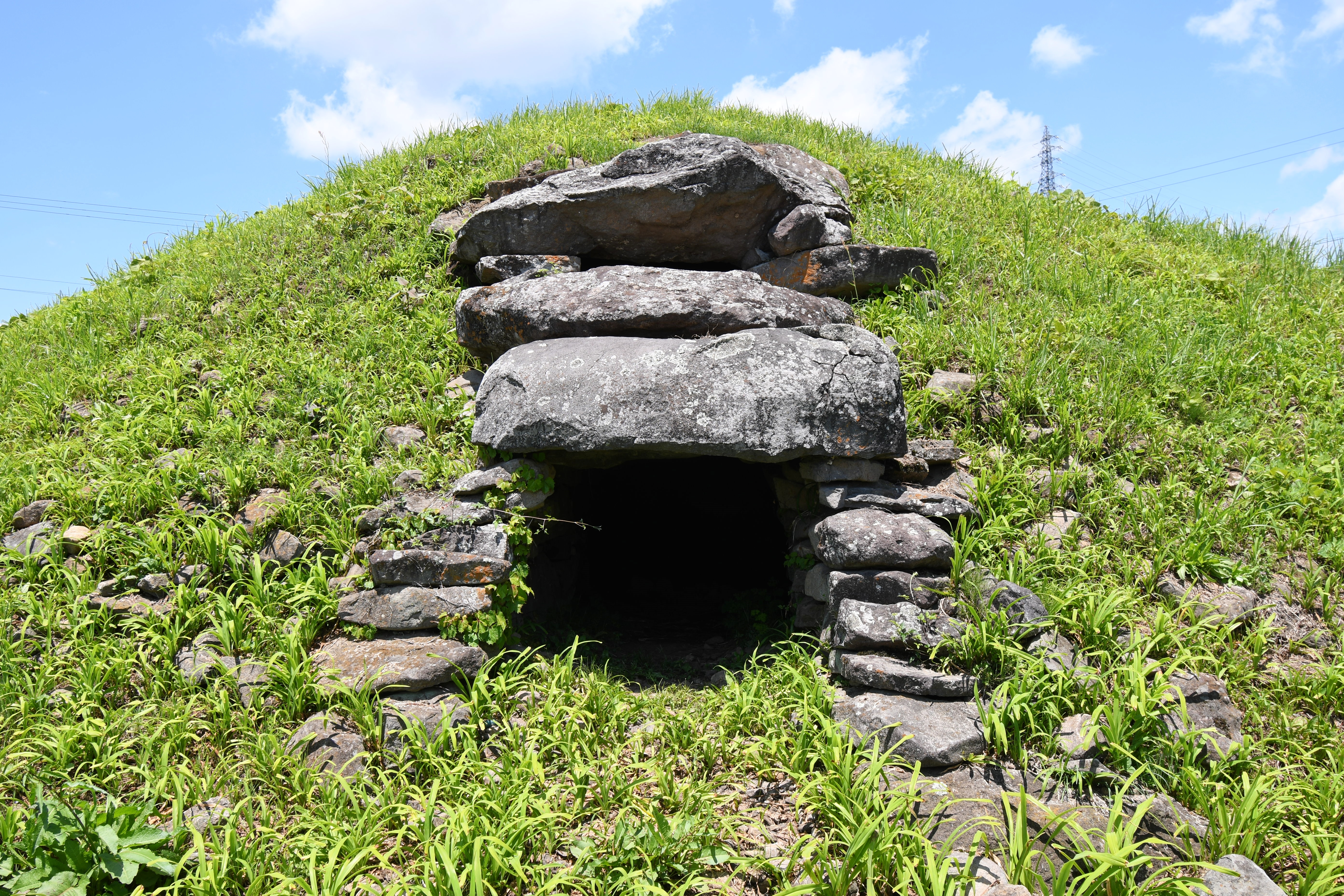
開口部
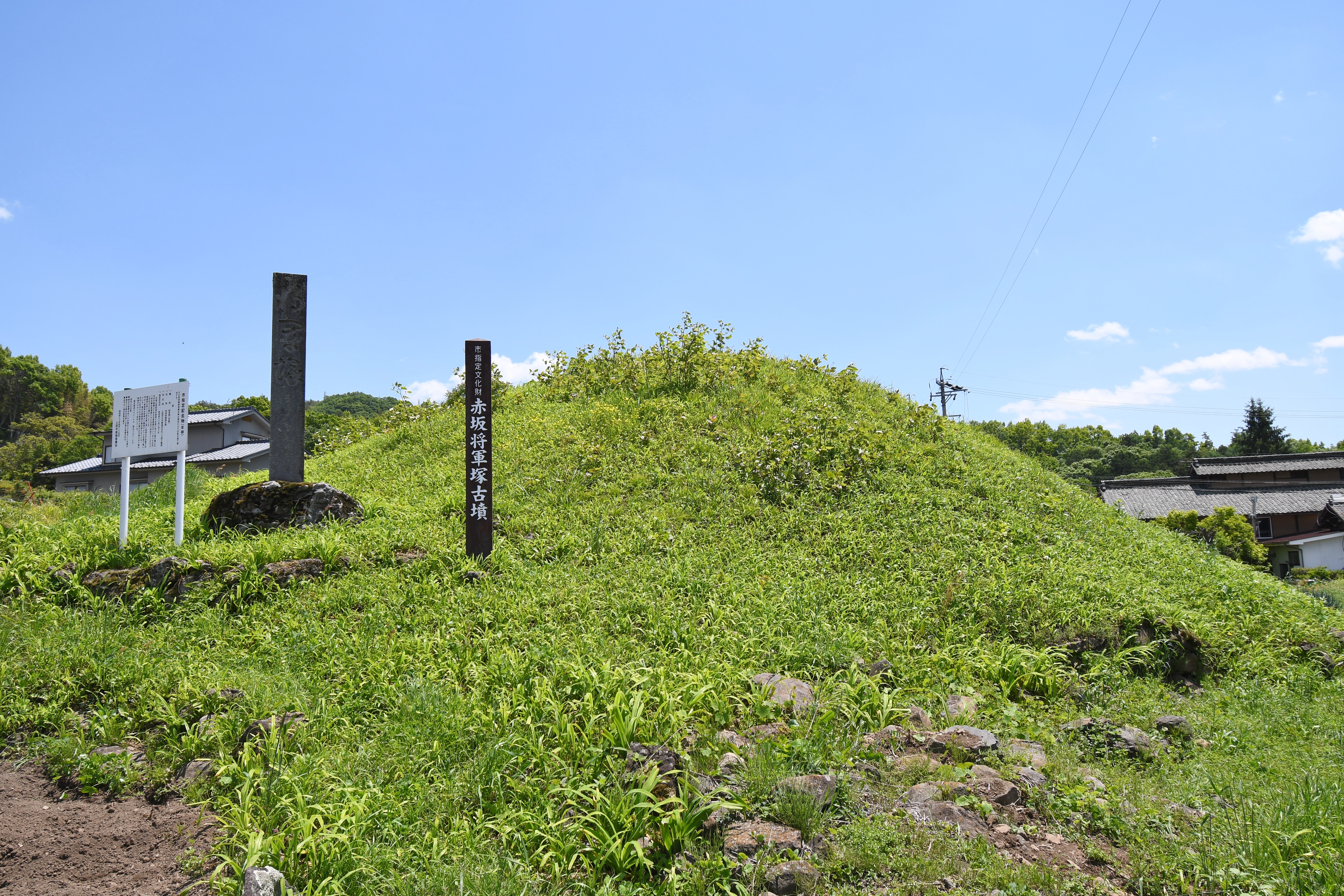
墳丘

## 文化財

### 上田市指定文化財
- 史跡
  - 赤坂将軍塚古墳 - 1968年（昭和43年）4月24日指定[2][1]。